# Circuit tancat de televisió

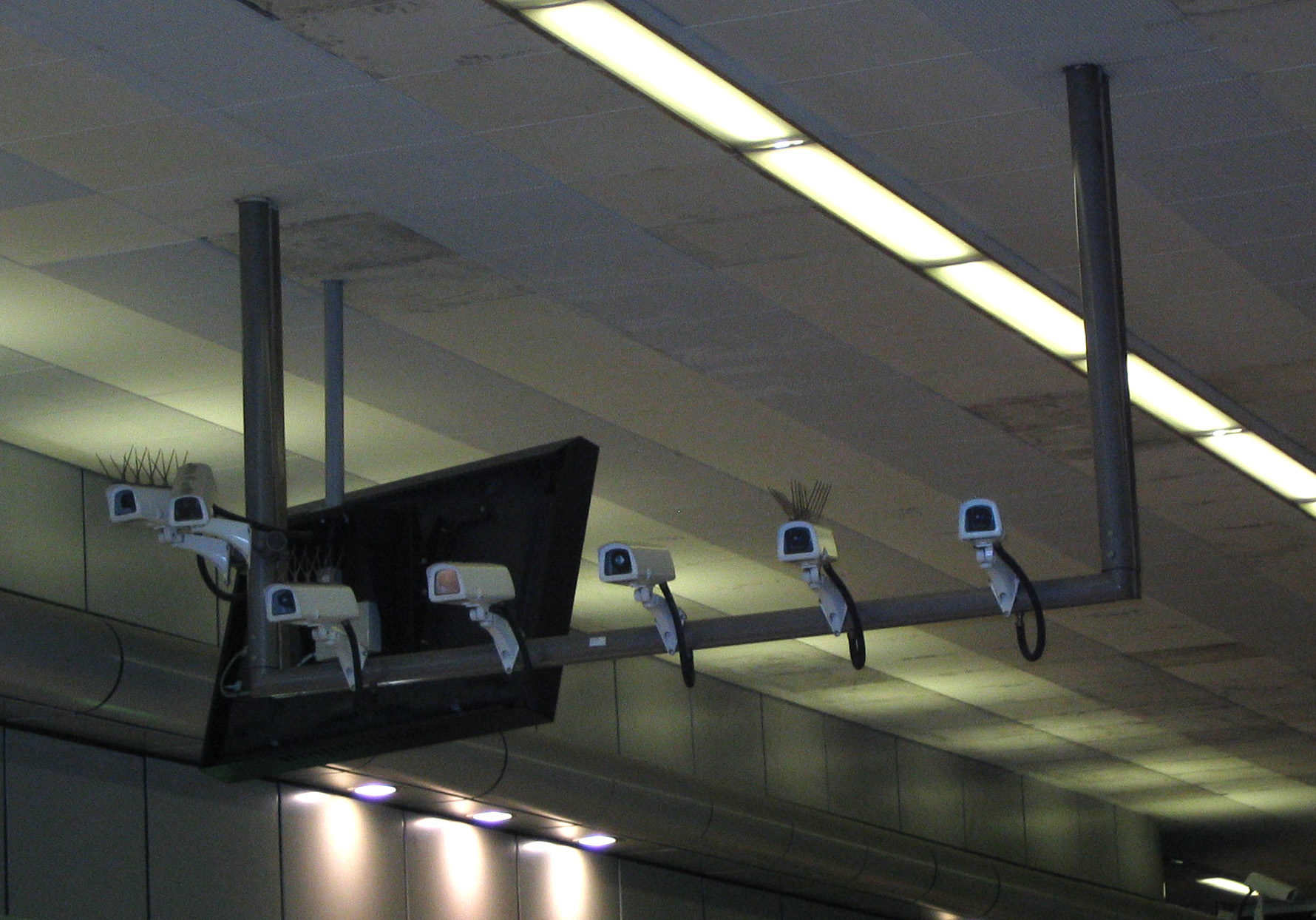

Un circuit tancat de televisió o el seu acrònim CCTV el qual bé de l'anglès: Closed Circuit Television és una tecnologia de videovigilància dissenyada per supervisar una varietat d'ambients i activitats. És un circuit tancat perquè, al contrari del que passa amb la transmissió, tots els seus components estan enllaçats. A més, a diferència de la televisió convencional, és un sistema pensat per a un nombre limitat d'espectadors. El circuit pot estar compost, simplement, per una o més càmeres de vigilància connectades a un o més monitors o televisors, que reprodueixen les imatges capturades per les càmeres. Encara que, per millorar el sistema, s'hi solen connectar directament o enllaçar per xarxa altres components com vídeos i/o ordinadors. Les càmeres poden estar sostingudes per algú, encara que normalment es troben fixes en un lloc determinat. En un sistema modern les càmeres que s'utilitzen poden estar controlades remotament des d'una sala de control, on es pot configurar la seva panoràmica, inclinació i zoom.
Aquests sistemes inclouen visió nocturna, operacions assistides per ordinador i detecció de moviment, que facilita al sistema posar–se en estat d'alerta quan alguna cosa es mou enfront de les càmeres. La claredat de les imatges pot ser excel·lent, es poden transformar de nivells foscos a clars... Totes aquestes qualitats fan que l'ús del CCTV hagi crescut extraordinàriament en aquest últim temps.
Al principi s'instal·lava per dissuadir o detectar robatoris i, avui en dia, no només s'empra per seguretat, sinó també per a altres propòsits específics com poden ser els mèdics, educatius o antisocials. En un gran nombre de cases es fan servir com a sistemes de seguretat encara que, també hi poden desenvolupar una altra funció com és la de recopilar evidència de violència domèstica. També es col·loquen en bancs, casinos, centres comercials, vies de circulació, aeroports, àrees i instal·lacions públiques, entre molts altres llocs.

## Història
El juny de 1927 el físic rus Léon Theremin va desenvolupar un primer sistema de CCTV mecànic. Encarregat pel Soviet del Treball i la Defensa, el sistema consistia en una càmera d'exploració-transmissió d'acció manual i un transmissor i receptor sense fils d'ona curta, amb una resolució de cent línies. Després d'haver estat comandat per Kliment Voroixílov, el sistema de circuit tancat de televisió de Theremin es va mostrar a Ióssif Stalin, Semyon Budyonny i Sergo Ordzhonikidze, i posteriorment es va instal·lar al pati del Kremlin de Moscou per controlar els visitants.
Siemens AG va instal·lar un altre primer sistema de circuit tancat de televisió al banc de proves VII de Peenemünde, a l'Alemanya nazi, el 1942, per observar el llançament de coets V-2.
Als Estats Units, el primer sistema comercial de televisió de circuit tancat, anomenat Vericon Se sap molt poc sobre Vericon, tret que es va anunciar que no requeria un permís governamental.

### Tecnologia
Els primers sistemes de videovigilància implicaven un control constant perquè no hi havia manera de gravar i emmagatzemar informació. El desenvolupament de suports de bobina a bobina va permetre enregistrar imatges de vigilància. Aquests sistemes requereixen canviar les cintes magnètiques manualment, que va suposar un procés llarg, costós i poc fiable, ja que l'operador havia de passar manualment la cinta de la bobina de cinta a través de la gravadora a una bobina de captació buida. A causa d'aquestes mancances, la videovigilància no era generalitzada. La tecnologia de VCR es va desenvolupar durant la dècada de 1970, cosa que va facilitar la gravació i esborrat de la informació, de manera que l'ús de la videovigilància es va fer més comú.

### Aplicacions
El circuit tancat de televisió es va utilitzar com una forma de televisió de pagament per a esports com la boxa professional i la lluita professional i, des del 1964 fins al 1970, la cursa automobilística d'Indianapolis 500. Les retransmissions de boxa es van transmetre en directe a un determinat nombre de locals, principalment teatres, on els espectadors pagaven les entrades per veure la lluita en directe. La televisió de circuit tancat es va substituir gradualment per la televisió per cable domèstica de pagament per visualització als anys vuitanta i noranta.
Marie Van Brittan Brown va ser pionera en patentar per primera vegada un sistema de seguretat domèstica de CCTV, gran part de la tecnologia del qual encara s'utilitza en els sistemes de seguretat domèstica actuals.
El setembre de 1968 la ciutat d'Olean, a Nova York, va ser la primera dels Estats Units a instal·lar càmeres de vídeo al llarg del seu carrer principal de negocis, en un esforç per combatre la delinqüència. Una altra primera aparició va ser el 1973 a Times Square, també a la ciutat de Nova York, per dissuadir els delictes que es produïen a la zona. No obstant això, durant la dècada de 1980 la videovigilància es va començar a estendre per tot el país, específicament dirigida a àrees públiques. Es va considerar com una manera econòmica de dissuadir els delictes en comparació amb l'augment de la mida dels departaments de policia. Algunes empreses, especialment aquelles que eren propenses al robatori, també van començar a utilitzar la videovigilància. A partir de mitjans de la dècada de 1990, els departaments de policia de tot el país van instal·lar un nombre creixent de càmeres en diversos espais públics, inclosos els projectes d'habitatge, les escoles i els departaments de parcs públics. Posteriorment, el circuit tancat de televisió es va fer habitual en bancs i botigues per dissuadir els robatoris registrant proves d'activitat criminal. El 1998 a la ciutat de Nova York s'utilitzaven 3.000 sistemes de circuit tancat de televisió.
Els experiments que es van fer al Regne Unit durant els anys setanta i vuitanta, inclòs el circuit tancat de televisió a l'aire lliure de Bournemouth el 1985, van conduir a diversos programes de proves més grans a finals d'aquesta dècada. El primer ús del govern local va ser a King's Lynn, Norfolk, el 1987.

## Característiques[calcitació]

### Les càmeres
El tipus de càmera de vídeo que usen els sistemes de videovigilància comprèn des dels sistemes més rudimentaris fins als sistemes d'alta tecnologia. Depenent de l'objectiu que volem que prenguin les nostres càmeres de videovigilància tenim un ventall ben divers:
Es divideixen en sistemes analògics o digitals (Megapixel), aquestes últimes poden oferir molta més resolució que ens permetrà ampliar amb zoom les imatges ja enregistrades.
- Càmeres blanc/negre amb infrarrojos o sense.
- Càmeres de color amb infrarrojos o sense.
- Microcàmeres (de la mida d'un cèntim d'euro).
- Minicàmeres (petites però bastant localitzables).
- Càmeres Domo (usades per posar-se en sostres de botigues, establiments comercials, fàbriques, etc..).
- Càmeras Tèrmiques, utilitzades en llocs de molt poca visibilitat, utilitzen les diferències de temperatura per dibuixar els actors en l'escena.

Totes elles tenen la seva pròpia sensibilitat a la llum, tipus de lent, nombre de línies de TV, angle de visió, nombre de píxels, SNR, correcció gamma, control de guany, consum, dimensions, pes i altres paràmetres que fa que sigui pràcticament impossible ajuntar tots aquests factors en valors similars perquè com hem dit anteriorment dependrà de l'ús que es vulgui fer a l'hora de controlar una determinada situació.

### Sensors externs
Aquest sistema permet connectar sensors externs d'alarma com per exemple els detectors PIR convencionals per a poder cobrir la detecció de moviment que pogués provenir d'angles no coberts per la càmera. En general, les càmeres disposen d'un complex sistema de detecció de moviment mitjançant una anàlisi instantània i continuada de les variacions que es produeixen en els fotogrames de vídeo que registra el sensor òptic. Aquest sistema permet diferenciar nivells de detecció de moviment en una escena (per exemple conèixer si correspon a un vianant o a un cotxe).

### Activament remot de dispositius
La majoria de sistemes de videovigilància disposen d'una sortida obert-tancat ens els servidors de vídeo, que es controla des del software de visualització que s'utilitzi en cada cas. Per tant, és possible la connexió d'un relè que manipuli, per exemple, l'engegat de les llums o l'obertura d'una porta.

### Control d'accés a les dades
Aquesta part d'un sistema de videovigilància també és indispensable, ja que s'encarrega de permetre o de cancel·lar el pas a un espai protegit amb determinats riscs. La seva funció principal és la de comprovar, inspeccionar i intervenir el pas o circulació de persones, objectes o vehicles a una zona o àrea de seguretat. Els avanços tecnològics preveuen un ampli creixement i evolució en aquests sistemes, sobretot els basats en sensors biomètrics.

### Sistemes de programari intel·ligent
Depenent del tipus d'aplicacions hi haurà diferents tipus de programari dedicats a fer diverses tasques.
- Sistema perimetral: Basat en la detecció d'intrusos dins la propietat, individus sospitosos, creuament de barreres virtuals, etc. El sistema permet filtrar automàticament els canvis de llum, pluja, arbres que es mouen amb el vent, etc.
- Trànsit: Sistema dissenyat expressament per a la gestió d'incidències de trànsit, canvis de sentit de la marxa, vehicles mal parats, comptador de vehicles, etc.
- Sistema comptador: Encarregat d'enregistrar i controlar el nombre de persones que accedeixen en cada moment a un recinte, flux de gent i generació d'estadístiques per hora, dia o mes.
- Punt de venda: Es tracta d'un sistema adaptat a les necessitats de la PIME tals com les mitjanes i grans superfícies de comerç. Permet controlar les activitats de la caixa registradora per evitar irregularitats o estafes.
- Objecte abandonat: Anàlisis d'objectes abandonats detectats pel seu volum, el temps sense moure's, etc..
- Reconeixement de matrícules: Sistema de control d'accessos que restringeix l'accés de vehicles, emmagatzemat en una base de dades per a registres.

## Sistemes de videovigilància

### Sistema de CCTV
En els sistemes tradicionals de CCTV o sistemes de circuit tancat es connecten diverses càmeres per mitjà d'un cable coaxial d'uns 75 ohms de forma tancada a multiplexors que alimenten diverses gravadores de vídeo en una habitació de control central. A través d'aquest sistema es poden mirar les imatges en temps real per mitjà de diversos monitors, d'un sol monitor amb un switch per a canviar la càmera desitjada, o de monitors capaços d'acceptar múltiples fonts de vídeo en finestres diferents.
La desavantatge inherent d'aquest mètode és predominant en el cost de l'estació de monitoratge de seguretat. A més a més, el centre de seguretat 'centralitzat' constitueix un punt de possibles fraus dins de la infraestructura. Totes les alimentacions de vídeo i els cables de control han de ser instal·lats en home-run cap a aquest punt. Si una càmera és reubicada, sovint cal un nou cablejat. Les filmoteques requereixen moltes cintes i, com que els medis magnètics són susceptibles a descàrregues magnètiques o electroestàtiques, aquest sistemes no sempre proporcionen la totalitat de la funcionalitat per la qual han estat dissenyades. El factor humà també és part d'aquest sistema, ja que una persona ha de canviar físicament les cintes, monitorar les sessions de gravació, etc.. En certes ocasions, l'ús de la fibra òptica és necessari en ambients on les distàncies requereixen l'ús de repetidors per a amplificar el senyal o on la interferència electromagnètica (EMI) representa un problema.

#### L'arribada de l'era digital
Actualment hi ha molt pocs sistemes de videovigilància que treballin amb el sistema esmentat anteriorment, ja que tot això va començar a canviar amb l'aparició de l'era digital. Les gravadores de video digital DVR (Digital Video Recorders) es van introduir per resoldre molts dels problemes de les filmoteques de medis magnètics. Els videos digitals es graven en unitats de disc dur i això permet obtenir redundància, monitoratge descentralitzat, millor qualitat d'imatge i major temps de vida de les gravacions. Les transmissions digitals poden emmagatzemar-se sense la necessitat de la intervenció humana o un canvi de cintes. Els temps de gravació són majors i gràcies als algoritmes de compressió dins dels dispositius i seqüències de vídeo, es pot accedir a aquestes gravacions instantàniament i virtualment a qualsevol lloc on les polítiques de seguretat ho permetin.
Un DVR típic pot multiplexar 16 canals per a gravació i reproducció. Això representa una reducció significativa de costos.

### Sistema de càmeres IP

#### Definició
Les càmeres IP són videocàmeres de vigilància que tenen la particularitat d'enviar senyals de vídeo (i en molts casos àudio), podent estar connectades directament a un encaminador ADSL, o bé a un concentrador d'una xarxa local, per poder visualitzar en directe les imatges bé sigui en una xarxa local (LAN) o a través de qualsevol equip connectat a Internet (WAN), podent estar a qualsevol part del món.
Al mateix temps, les càmeres IP permeten l'enviament d'alarmes per mitjà d'e-mail, la gravació de seqüències d'imatges o de fotogrames en format digital en equips informàtics permetent posteriorment verificar el que ha passat en el lloc o llocs vigilats.
Es poden col·locar a qualsevol lloc que disposi de router ADSL o XDSL (amb adreça IP fixa, encara que alguns models també accepten IP dinàmica). A més a més, també existeixen models que permeten que la connexió no sigui permanent i que quan sigui necessari es pugui realitzar a través d'un mòdem convencional a la línia telefònica bàsica.
El nombre d'observadors simultanis que admeten les càmeres i els servidors de vídeo en general és d'entre 10 i 20. També és possible enviar "snapshots" de forma automàtica i amb un període de refresc de pocs segons, a una pàgina web determinada perquè el públic en general pugui accedir a aquelles imatges.

#### Funcionament intern
Les càmeres IP internament estan constituïdes per la càmera de vídeo pròpiament dita (lents, sensor d'imatge, processador digital de senyal), per un compressor d'imatge (xip encarregat de comprimir al màxim la informació continguda a les imatges) i per un ordinador en miniatura (CPU, FLASH, DRAM i mòdul Ethernet/WIFI) encarregat en exclusiva de gestionar processos propis, tals com la compressió i enviament de les imatges, la gestió d'alarmes i avisos, gestió d'autoritzacions per a visualitzar imatges, etc..
Les imatges digitals d'alta resolució necessiten major amplada de banda per a transmissió i més espai dins el disc dur per a emmagatzament. Els sistemes de compressió d'imatge usats en videovigilància són bàsicament el MPEG-4 i el M-JPEG i s'escullen bàsicament per ajustar la informació que es produeix a les amplades de banda dels sistemes de transmissió d'informació com per exemple l'ADSL.
Per la compressió d'imatges completes s'usa la majoria de cops M-JPEG (Motion-JPEG), però si s'usa compressió a partir de diferència d'imatges basades en imatges completes, sovint s'utilitza MPEG4. A diferència de M-JPEG, cada imatge no sempre és guardada a MPEG4, sinó només la transmissió de canvis en la imatge de referència (Key Frame). Després d'una successió d'imatges intermèdies es segueix de nou un Key frame. A través del control d'Ethernet, que empaqueta les dades en paquets IP, les imatges arriben a la xarxa de dades.
En general la majoria de les càmeres IP també disposen de micròfons d'alta sensibilitat incorporats a la mateixa càmera, amb l'objectiu de poder transmetre àudio mitjançant el protocol de connexió UDP.
TCP/IP s'ha convertit en el protocol bàsic per a aquestes xarxes. La seva arquitectura oberta permet que diversos sistemes puguin compartir l'espai de xarxa i aprofitar aquestes noves tecnologies per augmentar la seva capacitat, confiabilitat, escalabilitat, o accessibilitat dels recursos de xarxa. Amb l'habilitat d'utilitzar la infraestructura existent, un edifici pot tornar-se totalment automatitzat utilitzant un sol sistema de cablejat. Aquesta automatització pot incloure no tan sols CCTV, sinó també control d'accessos, sistemes de foc i seguretat, sistemes d'automatització d'edificis, veu i per descomptat tràfic de xarxa.
Els administradors i els usuaris de la xarxa no estan més encadenats a un sol lloc, ja que el control i/o administració d'aquests sistemes pot realitzar-se des de qualsevol estació de treball amb accés a la xarxa.
Dins de la gamma de càmeres IP existeix una gran varietat en funció de l'aplicació que se li doni; en general existeixen càmeres fixes i amb moviment. Les càmeres Pan-Pilt (P/T), anomenades així perquè disposen de mobilitat vertical i horitzontal, permeten crear un sistema de vigilància amb una gran cobertura i flexibilitat, ja que en moltes ocasions poden substituir diverses càmeres fixes.
La visualització de les càmeres IP amb moviment i l'ús d'aquestes es pot realitzar a distància mitjançant Internet Explorer, simplement teclejant l'adreça IP privada o pública de les càmeres en funció de si visualitzen des de la LAN o la WAN.

#### Aplicacions
Algunes de les aplicacions més freqüents de les càmeres IP són la vigilància de:
- Habitatges, permetent visualitzar el mateix habitatge des de l'oficina, hotel, etc.. quan no hi som presents.
- Negocis, permetent controlar, per exemple, diverses sucursals d'una cadena de tendes, gasolineres, etc..
- Instal·lacions industrials, magatzems, zones d'aparcament,... o també determinats processos de maquinària o mesuradors.
- Hostaleria, restauració, instal·lacions esportives.
- Llocs turístics. Cada dia és més freqüent que organismes oficials, com comunitats autònomes o ajuntaments promocionin les seves zones turístiques o emblemàtiques implementant a les seves pàgines web les imatges procedents de càmeres IP estratègicament situades.

### CCTV vs. IP
Les càmeres IP tenen molts avantatges respecte als sistemes tradicionals de vigilància mitjançant CCTV, les fonamentals són:
- Flexibilitat respecte a l'ampliació del sistema: Els sistemes CCTV normalment requereixen duplicar els sistemes de monitoratge quan s'amplia el sistema, els sistemes de càmera IP permeten la seva ampliació sense necessitat d'invertir en nous sistemes de monitoratge.
- Cost reduït: La instal·lació és molt més flexible, ja que es basa en la infraestructura de la xarxa local o també en la connexió directa a un encaminador, o bé per cable o bé de forma sense fil (Wireless LAN). S'elimina el cost dels sistemes de gravació digital dels CCTV, ja que les gravacions de les càmeres IP es realitzen al disc dur d'un PC de la mateixa xarxa local o d'un PC remot.
- Accés remot: L'observació i gravació dels esdeveniments no té per què realitzar-se "in situ" com requereixen els sistemes CCTV.

### Càmeres via ràdio
Les càmeres via ràdio s'usen en aquelles instal·lacions en què no es pot incloure un bon cablejat. Són fàcils d'instal·lar, tan sols requereixen un transmissor que va acoblat a la càmera i un receptor que es connecta directament al televisor, monitor, enregistrador de vídeo o ordinador.
Per tant, el receptor ve preparat per connectar-se directament a l'entrada del vídeo del seu televisor o enregistrador, així com a través de l'euroconnector, acoblant-li una de les dues entrades, de tal manera que quan algú desitgi veure el que està passant en el seu circuit de televisió, tan sols hagi de canviar el canal amb el seu comandament a distància o prémer l'opció de gravar les imatges.
Sempre que es pot evitar no s'instal·len càmeres de seguretat via ràdio, ja que és molt senzill bloquejar el senyal. A més la qualitat de la imatge no és gaire bona, ja que sempre hi ha alguna interferència en treballar amb freqüències molt comunes (2,4 GHz).

## Debat ètic sobre el tractament de la informació
La primera problemàtica que suposa el fet d'enregistrar vídeos en zones públiques o en llocs més privats com oficines, cases, etc.. és l'ús que se'n pot derivar quan els objectius d'adquisició d'imatge són poc morals o improcedents.
En alguns països de la Unió Europea com França, Suècia o fins i tot l'estat espanyol existeixen disposicions específiques que regulen l'ús de videocàmeres, independentment del fet que la videovigilància pugui implicar el tractament de dades personals. Així doncs, i basant-se en aquestes consideracions podem distingir dos models ben diferenciats.
Per una banda, quan la instal·lació i el desplegament de circuits tancats de televisió i equips de vigilància similars són autoritzats prèviament per una autoritat nacional de protecció de dades (França, Espanya, Suècia).
Per una altra banda, en altres països com el Regne Unit, Itàlia, Bèlgica, Luxemburg i Alemanya, la videovigilància no és objecte d'una legislació específica, sinó que les autoritats de protecció de dades treballen per garantir l'aplicació adequada de les disposicions generals de protecció de dades a través de dictàmens, directius o codis de conducta.
Cada vegada és més freqüent que les gravacions a través de videocàmeres les realitzin conjuntament la policia i altres autoritats públiques o entitats privades (bancs, associacions esportives, empreses de transport, etc.). Tot i que l'ús d'aquestes tecnologies per part d'aquests organismes reporta enormes beneficis, també dona lloc a un cert risc de confusió pel que fa al paper i a les responsabilitats individuals sobre les tasques que aquests realitzen. Així doncs, el tractament d'imatges privades és un punt de debat en tot govern en el moment en què es decideix l'ús de videocàmeres tant en espais públics com en llocs privats.

### Llei orgànica de protecció de dades
La normativa de protecció de dades és qui regula el tractament d'imatges dels sistemes de videovigilància, concretament la instrucció 1/2006 de l'Agència Espanyola de Protecció de dades.
Quan la captació d'imatges es limita exclusivament a l'interior de l'habitatge, es considera que es realitza un exercici d'una activitat personal o domèstica, a la que no és aplicable la legislació de protecció de dades.
La legislació de protecció de dades només s'aplica quan les càmeres poden captar imatges de persones de l'exterior de l'habitatge (entades, façanes, mitgeres...). Mai es poden gravar espais de la via pública, excepte espais mínims d'accés al domicili. Per tal de complir amb aquesta normativa s'han de tenir en compte els següents requisits:
- Sempre que es gravin imatges de persones, i prèviament a la seva captura, s'ha de procedir amb la inscripció al Registro General de Protección de Datos de l'Agencia Española de Protección de Datos (AEPD) mitjançant el sistema NOTA (Notificaciones Telemáticas a la AEPD).
- S'ha d'instal·lar en un lloc visible almenys un cartell que informi que l'individu present es troba en una zona videovigilada. El cartell ha d'indicar de forma clara la identitat del responsable de la instal·lació i a qui i on dirigir-se per exercir els drets que preveu la normativa de protecció de dades.
- S'ha de posar a disposició dels afectats un model de clàusula informativa sobre el tractament de dades personals amb fins de vigilància mitjançant sistemes de càmeres o videocàmeres que exigeix la legislació de protecció de dades.
- Les imatges captades per les càmeres han de limitar-se a l'habitatge del que s'és titular. No es poden captar imatges de la via pública a excepció d'una franja mínima d'accés a l'habitatge. Tampoc es poden captar imatges de terrenys i habitatges confrontants o de qualsevol altre espai aliè.
- Si s'utilitzen càmeres orientables i/o amb zoom, és necessària la instal·lació de màscares de privacitat per evitar captar imatges de la via pública, terrenys i habitatges de tercers.
- La contractació d'un servei de videovigilància extern o la instal·lació de càmeres per un tercer no eximeix al titular del compliment de la legislació de la protecció de dades.
- Si l'accés es realitza mitjançant una connexió a internet, s'ha de restringir amb un codi d'usuari i contrasenya (o qualsevol altre mitjà que garanteixi la identificació i autenticació), que només poden ser coneguts per la persona que pugui accedir a les gravacions.
- El sistema de gravació ha d'estar ubicat en un lloc vigilat o d'accés restringit. L'accés a imatges ha de ser exclusiu del responsable del sistema sense que puguin ser accessibles per altres individus.
- Les imatges han de ser conservades durant un termini màxim d'un mes des de la seva captació.
- Les imatges que s'utilitzin per a denunciar delictes o infraccions han d'acompanyar a la denúncia i serà possible la seva conservació per a ser entregades a les forces de seguretat o als jutjats i tribunals que ho requereixin. No poden ser utilitzades per a cap altra finalitat.

## Seguretat
La necessitat de disposar cada vegada més d'objectes quotidians connectats ha obert una oportunitat als cibercriminals d'aprofitar-ho per realitzar activitats il·lícites. La poca formació dels usuaris i aplicacions amb mesures de seguretat molt qüestionables són els detonants de la distribució de software maliciós per la xarxa.
Un dels errors més comuns dels usuaris és no modificar les credencials per defecte que venen amb els dispositius. Sovint, aquestes credencials són iguals per a un mateix producte, esdevenint una porta oberta per als cibercriminals. L'ús de contrasenyes poc segures i intuïtives i la despreocupació general comporta riscos que fan perillar la privacitat i seguretat i això és especialment delicat quan es parla de sistemes de videovigilància.
El web Insecam rastreja dispositius a través de la xarxa buscant càmeres IP a les que no s'han modificat les credencials d'accés o que fins i tot se n'ha tret l'autenticació per tal d'accedir-hi. És una demostració de la vulnerabilitat a la que els usuaris s'exposen si no adopten unes mesures mínimes de precaució.
Malgrat els esforços dels desenvolupadors, és difícil cobrir tots els forats pels quals un hacker pot accedir al dispositiu. El 21 d'octubre del 2016 es va produir un atac de denegació de servei massiu arreu del planeta que va afectar llocs web grans com Github, AirBnB, Netflix, Paypal, Twitter i molts altres. L'atac es va produir sobre els servidors de la empresa Dyn, un important proveïdor de DNS i va provocar caigudes parcials o totals durant diverses hores.
L'anàlisi forense d'aquest atac va determinar que s'havia produït des d'un gran nombre de dispositius IoT, incloses càmeres de videovigilància afectades per un malware anomenat Mirai. Aquest malware un cop ha infectat el dispositiu saltant-se els protocols de seguretat, l'examina i cerca executables per poder descarregar i instal·lar nous paquets que en permeten un accés remot.
Quan el dispositiu ja esta infectat, efectua una cerca de més dispositius als que pugui infectar per tal de propagar-lo per la xarxa, disposant d'una botnet disponible en qualsevol moment per produir un atac.
El malware no afecta el comportament de la càmera, convertint-se en pràcticament invisible i fent-lo molt més difícil de detectar.